# Европски дан самосталног живота
Европски дан самосталног живота се обележава 5. маја, почев од 2014. године и представља годишњи догађај који има за циљ подизање свести о праву на самостални живот и значају самосталног живота за особе са инвалидитетом.

## О Европском дану самосталног живота
Године 2014. Европска мрежа за самосталан живот покренула је обележавање Европског дана самосталног живота. Самостални живот дефинишу као свакодневну демонстрацију политике инвалидитета засноване на људским правима, а који је могућ кроз комбинацију различитих фактора окружења и индивидуалних фактора који омогућују особама са инвалидитетом да имају контролу над својим животима. То подразумева могућност да праве сопствене изборе и одлуке у вези са тим где ће да живе, с ким и како ће да живе. 
Самосталан живот особа са инвалидитетом подразумева и услуге које су њима намењене, а које морају да буду на располагању, приступачне свима и пружане на темељу једнаких могућности, уз слобадан и информисани пристанак и да омогућују особама са инвалидитетом флексибилност у свакодневном животу.
Потребно је обезбедити и одређене услове за самостални живот, као што су изграђено земљиште, саобраћај и информације које су приступачне, техничка помагала, персонална асистенцији и/или услуге у заједници које су доступне. Исто тако је потребно обезбедити услове за самосталан живот за све особе са инвалидитетом, без обзира на пол, старост и степен њихове потребе за подршком. Потребно их је подржавати да живе у заједници, а не закључане у институцијама.

## Активности
Како би се промовисала свест о праву на самосталан живот особа са инвалидитетом, активисти из читаве Европе на Европски дан самосталног живота организују конференције и састанке, протесте и уличне акције, промоције извештаја, прес конференције и онлајн кампање. Тако обележавање Европског дана самосталног живота прераста у догађај који сваке године привлачи све више присталица.